# Botilsäters kyrka
Botilsäters kyrka är en kyrkobyggnad på Värmlandsnäs i Säffle kommun i Värmlands län. Den är en av församlingskyrkorna i Södra Värmlandsnäs församling i Karlstads stift. Fram till 2010 var den Botilsäters församlings kyrka.
Kyrkan, som är tornlös, är byggd av sten. Dess västra delar har byggts under slutet av 1100-talet. Sydportalen har tidigare haft en skulpterad tympanonsten utförd av Forshemsmästaren. Denna förvaras numera på Statens historiska museum. Under 1600-talets senare hälft tillkom det tresidiga koret. Omkring år 1700 uppfördes en korsarm i söder.

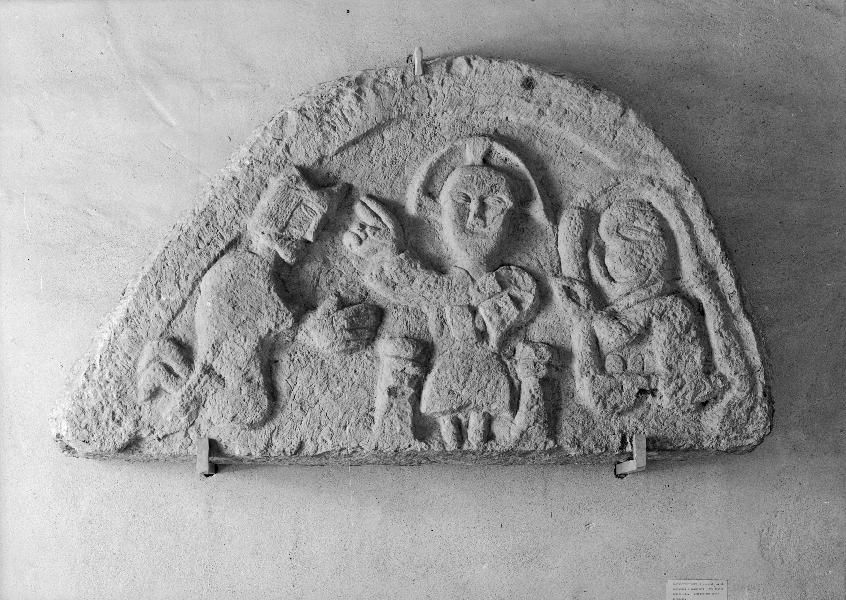
Tympanon från 1100-talet

Kyrkan har ett trätunnvalv, vilket försågs med målningar år 1769. År 1736 installerades altaruppsatsen och år 1775 inrättades predikstolen. Kyrkan har en dopfunt från 1100-talet.

## Kuriosa
nKyrkan sägs vara byggd av en fru Botila med anledning av att hon en julotta blev uppehållen av oväder och kom för sent till mässan i Lurö kloster. En Mariabild, inmurad över västra kyrkdörren, har länge av folket ansetts vara fru Botilas bild.

## Orgel
- 1921 byggde Anders Petter Loocrantz, Alingsås en pneumatisk orgel.

| Manual I          | Manual II     | Pedal      | Koppel    |
| Borduna 16´       | Röhrfleute 8´ | Subbas 16´ | I/P       |
| Principal 8´      | Harmonica 8'  |            | II/P      |
| Borduna 8'        | Aeoline 8'    |            | II/I      |
| Viola da Gamba 8' |               |            | II 4'/I   |
| Oktava 4'         |               |            | II 16'/II |